# 小牧次郎
小牧 次郎（こまき じろう、1958年4月22日 - ）は、スカパーJSATホールディングス取締役、スカパーJSAT取締役執行役員専務有料多チャンネル事業部門長兼放送本部長、スカパー・エンターテイメント代表取締役社長。 鹿児島県鹿児島市出身。

## 来歴・人物
ラ・サール高等学校、東京大学教養学部教養学科卒業後、1983年4月、フジテレビジョン（現フジ・メディア・ホールディングス）に入社。
フジテレビ入社後、スポット営業部、営業推進部、編成局編成部、経営企画室、映画部、CS事業部に在籍。深夜番組帯「JOCX-TV2」などの番組企画開発や、映画のプロデュースに数多く携わった。また、フジテレビのCS放送にも立ち上げから関わっている。
その間、1991年から1992年には、カリフォルニア大学サンディエゴ校の国際関係論及び太平洋研究大学院へ。
1997年から1998年には、フジテレビがイコールパートナーとして経営参加したジェイ・スカイ・ビー（JスカイB）（1998年5月、日本デジタル放送サービス（スカイパーフェクト・コミュニケーションズ→現スカパーJSAT）と合併）に出向。1998年に行われたフランスW杯期間中、スカパー!で『ワールドカップだけのための500時間』を企画、自ら司会も務めた。
2001年から2002年には、スカイパーフェクト・コミュニケーションズにコンテンツ事業本部副本部長としてふたたび出向。日韓W杯中継の制作責任者を務めた。
2003年6月にはフジテレビCS事業部企画担当部長、2005年6月にはCS事業部長。2007年6月にはCS事業部が組織改編によりペイ事業センターとなり同室長。2009年6月にはペイTV事業担当局長。2010年6月にはクリエイティブ事業局統括担当局長。
2010年12月、マルチメディア放送（現mmbi）に常務取締役として出向。2012年4月に開局した「NOTTV」の番組編成責任者となる。
2013年6月、mmbiを離れ、スカパーJSAT執行役員常務放送事業本部長に就任。
2015年6月1日付で、スカパーJSAT有料多チャンネル事業部門長、スカパー・エンターテイメント代表取締役社長に就任。6月26日付でスカパーJSATホールディングス取締役、スカパーJSAT取締役執行役員専務に就任。

## 企画・プロデュース

### テレビ番組
フジテレビ
- TVプレイバック （1985年10月 - 1989年5月）企画
- TV's TV （1987年3月13日） 製作
- プロゴルファー祈子 （1987） プロデューサー
- 小公子セディ （1988） プロデューサー[6]
- マーケティング天国 （1988） 企画・編成
- あいつがトラブル （1989） プロデューサー
- 夢で逢えたら （1988） [1]
- IQエンジン （1989） [1]
- 世にも奇妙な物語 （1990） 企画[2]
- アインシュタイン （1990） 企画
- 運命GAME （1991） 企画
- 天国に一番近い病院 （1993年1月2日） 企画
- WOOD （1993） 企画
- if もしも （1993） 企画
- 深夜も踊る大捜査線 湾岸署史上最悪の3人! （1998）企画

フジテレビNEXT
- 麻雀脳 （2008） 企画
- ニュース速報は流れた （2009） 企画
- TOKYO コントロール （2011） 企画

### 映画
- 私をスキーに連れてって （監督：馬場康夫 1987実写） フジテレビアソシエイツ（協力プロデューサー）
- 波の数だけ抱きしめて （監督：馬場康夫 1991実写） フジテレビアソシエイツ（協力プロデューサー）
- 打ち上げ花火、下から見るか? 横から見るか?[7] （監督：岩井俊二 1994実写） 企画
- Love Letter （監督：岩井俊二 1995実写） プロデューサー[2]
- 花より男子#1995年（フジテレビ・東映版） （監督：楠田泰之 1995実写） プロデューサー
- 7月7日、晴れ （監督：本広克行 1996実写） プロデューサー
- That's カンニング! 史上最大の作戦? （監督：菅原浩志 1996実写） プロデューサー
- パラサイト・イヴ （監督：落合正幸 1997実写） プロデューサー
- ラヂオの時間 （監督：三谷幸喜 1997実写） 協力プロデューサー
- こちら葛飾区亀有公園前派出所 THE MOVIE （監督：高松信司 1999アニメ） プロデューサー
- メッセンジャー （監督：馬場康夫 1999実写） プロデューサー
- 世にも奇妙な物語 映画の特別編 （監督：落合正幸ほか 2000実写） プロデューサー